# Allsvenskan i handboll för damer 1979/1980
Allsvenskan i handboll för damer 1979/1980 vanns av Irsta HF. Stockholmspolisens IF vann svenska mästerskapet efter slutspel.

## Sluttabell

### Grundserien
| Nr | Lag                    | Matcher | Vinst | Oavgjort | Förlust | Målskillnad | Poäng |
| -- | ---------------------- | ------- | ----- | -------- | ------- | ----------- | ----- |
| 1  | Irsta HF               | 18      | 16    | 2        | 0       | 445-244     | 34    |
| 2  | Stockholmspolisens IF  | 18      | 15    | 2        | 1       | 458-240     | 32    |
| 3  | Borlänge HK            | 18      | 11    | 1        | 6       | 324-207     | 23    |
| 4  | Skånela IF             | 18      | 9     | 1        | 8       | 297-303     | 19    |
| 5  | IF Skade               | 18      | 8     | 2        | 8       | 284-301     | 18    |
| 6  | HK Linne               | 18      | 7     | 1        | 10      | 352-415     | 15    |
| 7  | Kvinnliga IK Sport     | 18      | 4     | 2        | 11      | 283-299     | 11    |
| 8  | Göteborgs Kvinnliga IK | 18      | 5     | 1        | 12      | 288-407     | 11    |
| 9  | IK Bolton              | 18      | 4     | 1        | 13      | 272-251     | 9     |
| 10 | Umeå IK                | 18      | 4     | 0        | 14      | 263-399     | 8     |

## SM-slutspel
Stockholmspolisens IF blev svenska mästarinnor